# Unisonic
 Unisonic – zespół muzyczny grający hard rock, heavy metal oraz power metal, założony przez Michaela Kiske w 2009 roku.

## Dyskografia
| 2012                           | Ignition - Data: 27 stycznia 2012 - Wydawca: earMUSIC | —   | —  | —  | — | —  | —  |
| 2012                           | Unisonic - Data: 30 marca 2012 - Wydawca: earMUSIC    | 140 | 59 | 29 | 8 | 44 | 24 |
| "—" pozycja nie była notowana. |                                                       |     |    |    |   |    |    |